# Tweede Kamerverkiezingen 2003/Kandidatenlijst/PvdA

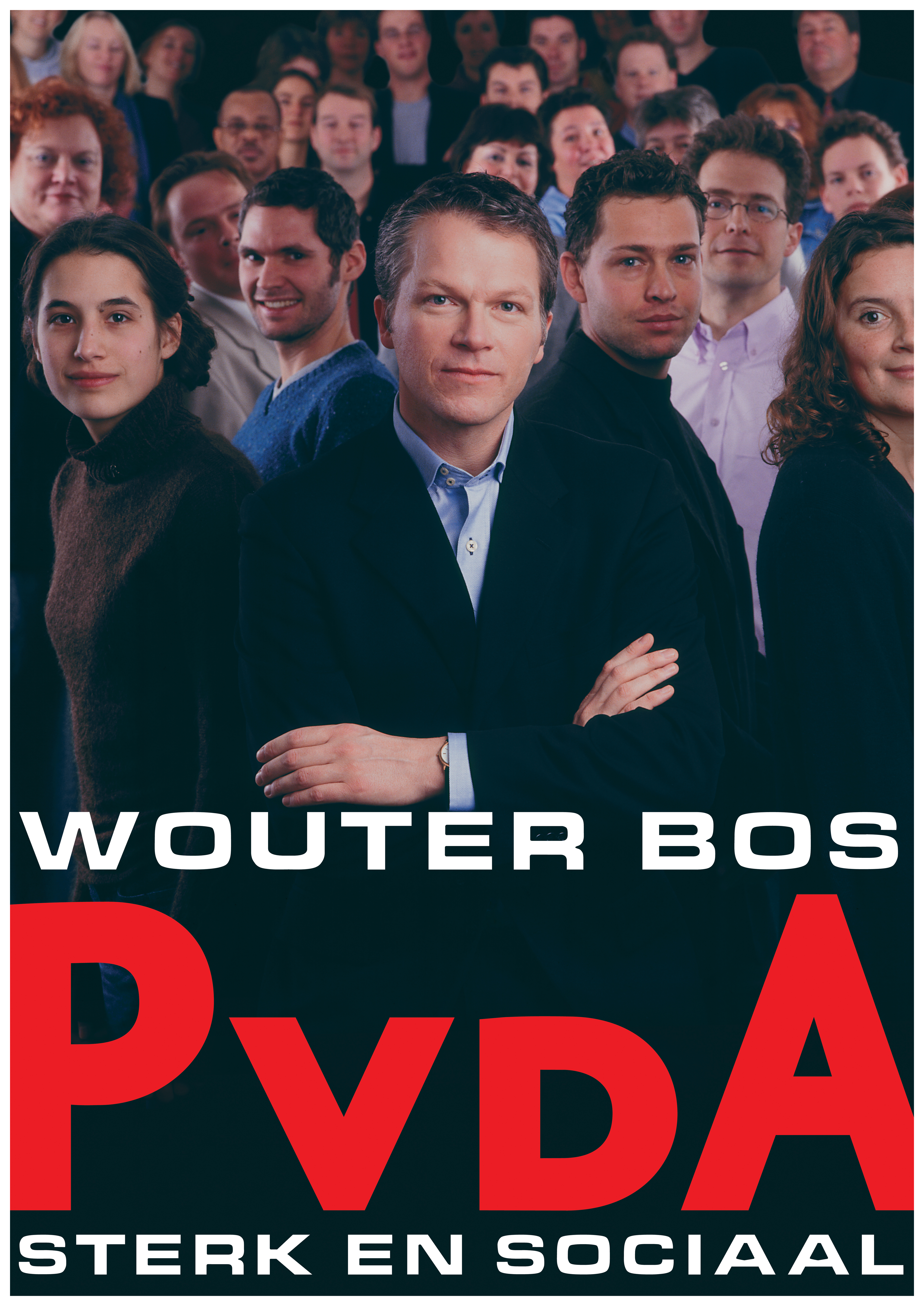
Campagneposter

De kandidatenlijst voor de Tweede Kamerverkiezingen 2003 van de PvdA was als volgt:

## De lijst
- vet: verkozen
- schuin: voorkeurdrempel overschreden

1. Wouter Bos - 2.182.298 stemmen
2. Jeltje van Nieuwenhoven - 217.715
3. Klaas de Vries - 14.351
4. Nebahat Albayrak - 66.644
5. Jet Bussemaker - 9.305
6. Jacques Tichelaar - 3.830
7. Jan Boelhouwer - 4.248
8. Marjo van Dijken - 12.546
9. Diederik Samsom - 1.418+[1]
10. Karin Adelmund - 2.770+[2]
11. Adri Duivesteijn - 2.975
12. Khadija Arib - 13.827
13. Ferd Crone - 933
14. Ella Kalsbeek - 3.069
15. Bert Koenders - 2.180
16. Sharon Dijksma - 6.810
17. John Leerdam - 8.936
18. Angelien Eijsink - 870
19. Frans Timmermans - 7.786
20. Joanneke Kruijsen - 1.807
21. Aleid Wolfsen - 585
22. Mariëtte Hamer - 643
23. Peter van Heemst - 1.058
24. Gerdi Verbeet - 260+[3]
25. Piet Straub - 175+[4]
26. Godelieve van Heteren - 736
27. Staf Depla - 1.088
28. José Smits - 1.001
29. Niesco Dubbelboer - 4.810
30. Luuk Blom - 1.212
31. Pauline Smeets - 10.224
32. Varina Tjon-A-Ten - 2.491
33. Jeroen Dijsselbloem - 904
34. Frank Vijg[5] - 420
35. Saskia Noorman-den Uyl - 7.094
36. Kris Douma - 571
37. Frank Heemskerk - 631
38. Anja Timmer - 1.407
39. Harm Evert Waalkens - 8.551
40. Thea Fierens - 430
41. Martijn van Dam - 1.724
42. Hannie Stuurman - 630
43. Co Verdaas[5] - 668
44. Lia Roefs[6] - 1.077
45. Maria la Roy - 1.165

## Regionale lijstduwers

De kieskringen in Nederland

De nummer 46 van de lijst was in alle verschillende kieskringen verschillend.
- Kieskring 1: Johan Brongers - 620 stemmen
- Kieskring 2: Oeds Westerhof - 628
- Kieskring 3: Wim Zwaan - 629
- Kieskring 4: Jan Bugter - 548
- Kieskring 5: Lies Spruit - 257
- Kieskring 6: Guus Krähe[6] - 214
- Kieskring 7: Jantien Vlam - 1.009
- Kieskring 8: Fleur Imming - 438
- Kieskring 9: Peter Meijer[6] - 300
- Kieskring 10: Jan Haverkort - 364
- Kieskring 11: Jan Stam - 502
- Kieskring 12: Hannie Vlug - 80
- Kieskring 13: Dominic Schrijer - 257
- Kieskring 14: Jannie van der Loos - 324
- Kieskring 15: Hans Wagner[6] - 103
- Kieskring 16: Nazi Atmac-Yigit - 263
- Kieskring 17: Ellen Wöltgens - 601
- Kieskring 18: Deniz Özkanli - 690
- Kieskring 19: Jos Zuidgeest - 1.023

1946 · 1948 · 1952 · 1956 · 1959 · 1963 · 1967 · 1971 · 1972 · 1977 · 1981 · 1982 · 1986 · 1989 · 1994 · 1998 · 2002 · 2003 · 2006 · 2010 · 2012 · 2017 · 
2021 · 2023
CDA · LPF · VVD · PvdA · GroenLinks · SP · D66 · ChristenUnie · SGP · Leefbaar Nederland · DeConservatieven.nl · NCPN · Duurzaam Nederland · PvdT · Partij voor de Dieren · Lijst 16 · Vooruitstrevende Integratie Partij · AVD · Lijst Veldhoen